# (22769) Aurelianora
(22769) Aurelianora (1999 BD4) – planetoida z grupy pasa głównego asteroid okrążająca Słońce w ciągu 5,46 lat w średniej odległości 3,1 j.a. Odkryta 19 stycznia 1999 roku.